# Segontia Lanka
Segontia Lanka es una ciudad celtíbero-romana. Situada en la Cuesta del Moro en la localidad soriana de Langa de Duero, España.

## Historia
Como una más de las ciudades de los arévacos, participó activamente en las guerras celtibéricas (153-133 a. C.), siendo conquistada por Roma en el 99 a. C. Más tarde, apoyó la causa del rebelde romano contra su propia metrópoli, Quinto Sertorio, por lo que fue destruida por Pompeyo el Magno en el año 72 a. C., aunque fue reconstruida poco después.
Segontia Lanka fue adscrita al Convento Jurídico Cluniense (Provincia Hispania Citerior Tarraconensis) y, a partir de ese momento, comenzó a configurarse la ciudad hispanorromana y como tal es mencionada por Plinio el Viejo y por Ptolomeo.
Posteriormente aparece como una mansión (siglo III) de la importante calzada romana que unía Caesaraugusta (Zaragoza) y Asturica Augusta (Astorga, León) a través del valle del Duero.
De su importancia en la antigüedad quedan las citas de autores como Estrabón, Apiano, Plinio y Diodoro Sículo. En la sala de Protohistoria del Museo Arqueológico Nacional se encuentran expuestas diferentes piezas de hierro y cerámica de los siglos II-I a. C. halladas en esta localidad.